# Chapeauroux (rivière)
Pour l’article homonyme, voir Gare de Chapeauroux.
Cet article possède un paronyme, voir Châteauroux.
Le Chapeauroux est une rivière française du Massif central qui coule dans les départements de la Lozère et de la Haute-Loire. C'est un affluent de l'Allier en rive gauche.

## Géographie
De 56,1 km de longueur, ll coule presque entièrement dans le département de la Lozère. Il naît dans le massif de la Margeride au niveau du col du Cheval Mort et baigne la commune lozérienne de Châteauneuf-de-Randon. Il traverse des zones peu peuplées. En fin de parcours, il traverse les gorges du Chapeauroux et peu après se jette dans l'Allier dans la Haute-Loire, au niveau de la commune de Saint-Christophe-d'Allier, après un parcours de 56 kilomètres.
Juste avant son embouchure, le torrent est franchi par un viaduc ferroviaire (sur la ligne des Cévennes), en courbe de 260 mètres de rayon, comportant 28 arches de 12 mètres d'ouverture, d'une hauteur maximale de 17 mètres, construit en granit de 1865 à 1870.

### Communes et cantons traversés
Dans les deux départements de la Haute-Loire et de la Lozère, le Chapeauroux traverse les onze communes suivantes, de l'amont vers l'aval, de Estables (source), Arzenc-de-Randon, Châteauneuf-de-Randon, Pierrefiche, Saint-Jean-la-Fouillouse, Chastanier, Auroux, Grandrieu, Laval-Atger, Saint-Bonnet-de-Montauroux, Saint-Christophe-d'Allier (confluence).

### Bassin versant
Le Chapeauroux traverse les sept zones hydrographiques K210, K211, K212, K213, K214, K216, K217 pour une superficie totale de 399 km2. Ce bassin versant est constitué à 66,63 % de « forêts et milieux semi-naturels », à 33,11 % de « territoires agricoles », à 0,13 % de « territoires artificialisés ».

## Affluents
Le Chapeauroux a dix tronçons ou affluents référencés dont :
- le Grandrieu (rive gauche) ;
- la Clamouze (rive droite) ;
- la Boutaresse (rive droite).

## Hydrologie
Le Chapeauroux n'est pas une rivière très abondante. 

### Le Chapeauroux à Saint-Bonnet-de-Montauroux
Son débit a été observé sur une période de 26 ans (1983-2008), à Saint-Bonnet-de-Montauroux, localité du département de la Lozère située à peu de distance de son débouché dans l'Allier. Le bassin versant de la rivière y est de 387 km2.
Le module de la rivière à Saint-Bonnet-de-Montauroux est de 3,36 m3/s.
Le Chapeauroux présente des fluctuations saisonnières de débit très marquées, avec des hautes eaux d'hiver-printemps, de décembre à mai inclus, portant les débits mensuels moyens à des valeurs situées entre 4,27 à 5,03 m3/s (avec un léger maximum en mai). Au mois de juin le débit mensuel chute fortement, ce qui mène aux basses eaux d'été. Ces dernières ont lieu de juillet à septembre, avec un minimum mensuel moyen de 0,66 au mois d'août.

### Étiage ou basses eaux
À l'étiage, le VCN3 peut chuter jusque 0,13 m3, en cas de période quinquennale sèche, soit 130 litres par seconde.

### Crues
Les crues peuvent être très importantes. Les QIX 2 et QIX 5 valent respectivement 47 et 85 m3/s. Le QIX 10 est de 110 m3/s. Quant au QIX 20 il vaut 130 m3, tandis que le QIX 50 se monte à 170 m3/s.
Le débit instantané maximal enregistré a été de 351 m3/s le 24 septembre 1994, tandis que le débit journalier maximal était de 191 m3 le 5 novembre de la même année.

### Lame d'eau et débit spécifique
Le Chapeauroux est une rivière médiocrement abondante. La lame d'eau écoulée dans son bassin versant ne se monte qu'à 272 millimètres annuellement, ce qui est peu dans la région du Massif central et nettement inférieur à la moyenne d'ensemble de la France tous bassins confondus (320 millimètres). C'est toutefois légèrement supérieur à la moyenne de la totalité du bassin de la Loire (245 millimètres). Le débit spécifique (ou Qsp) est de 8,6 litres par seconde et par kilomètre carré de bassin.

## Tourisme
- À Châteauneuf-de-Randon on peut voir le gisant de Bertrand Du Guesclin, qui y mourut le 13 ou 14 juillet 1380.
- Les gorges du Chapeauroux à Saint-Bonnet-de-Montauroux.
- L'église romane du XIe siècle à Saint-Christophe-d'Allier.
- Les gorges de l'Allier